# Lemberg (Francia)
Lemberg è un comune francese di 1 455 abitanti situato nel dipartimento della Mosella nella regione del Grand Est.

## Società

### Evoluzione demografica
Abitanti censiti